# Orb (rivier)
De Orb is een rivier in Occitanie, departement Hérault, Frankrijk. Ze ontspringt bij Roqueredonde in de zuidelijke uitlopers van het Centraal Massief, tussen de monts de l'Escandorgue en de Montagne Noire. In de vlakte bij Béziers kruist ze het Canal du Midi en mondt ten slotte uit in de Middellandse Zee te Valras-Plage.
De belangrijkste zijrivieren zijn de Jaur, de Lirou en de Héric.

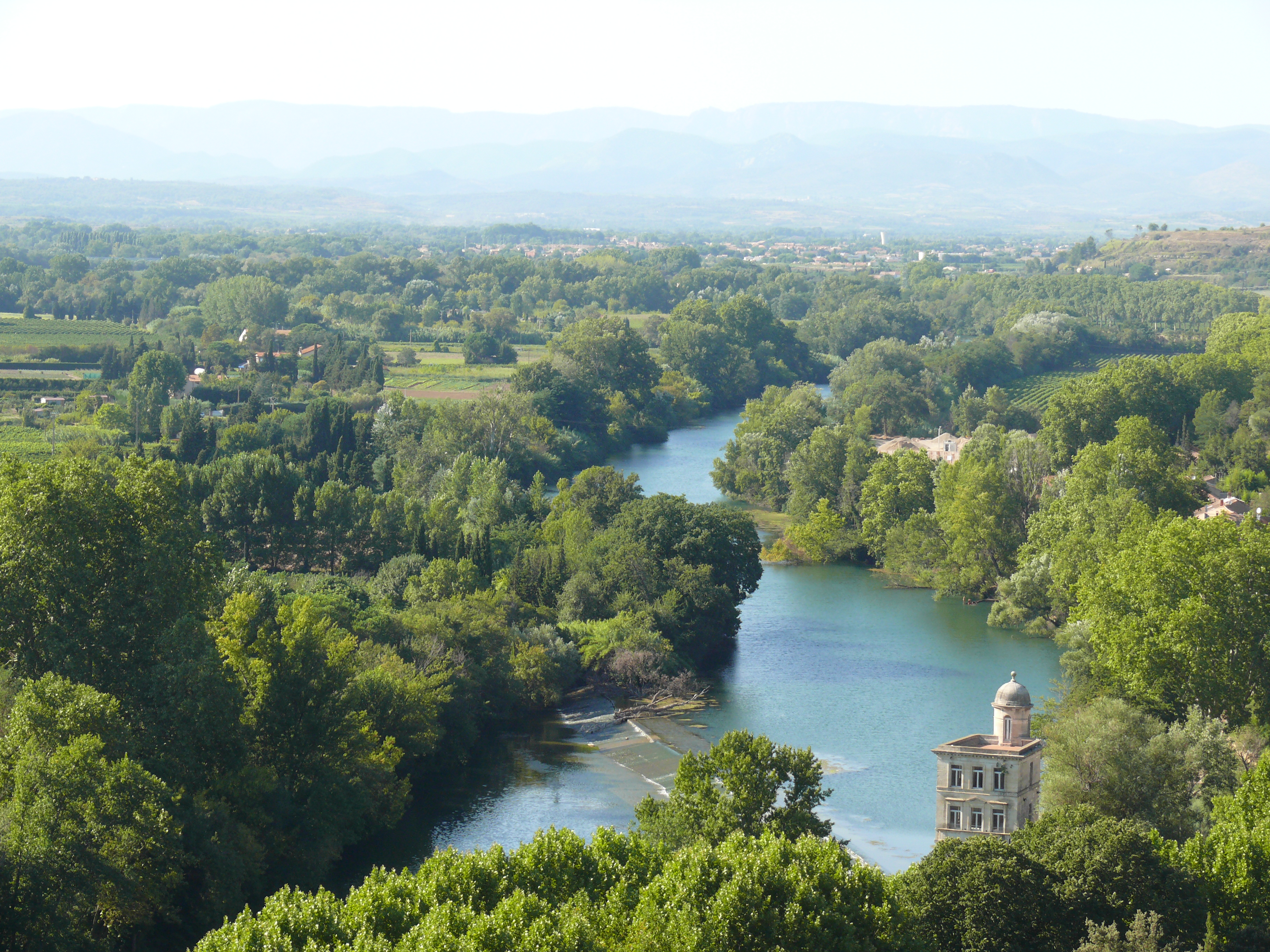
Orb, nabij Béziers
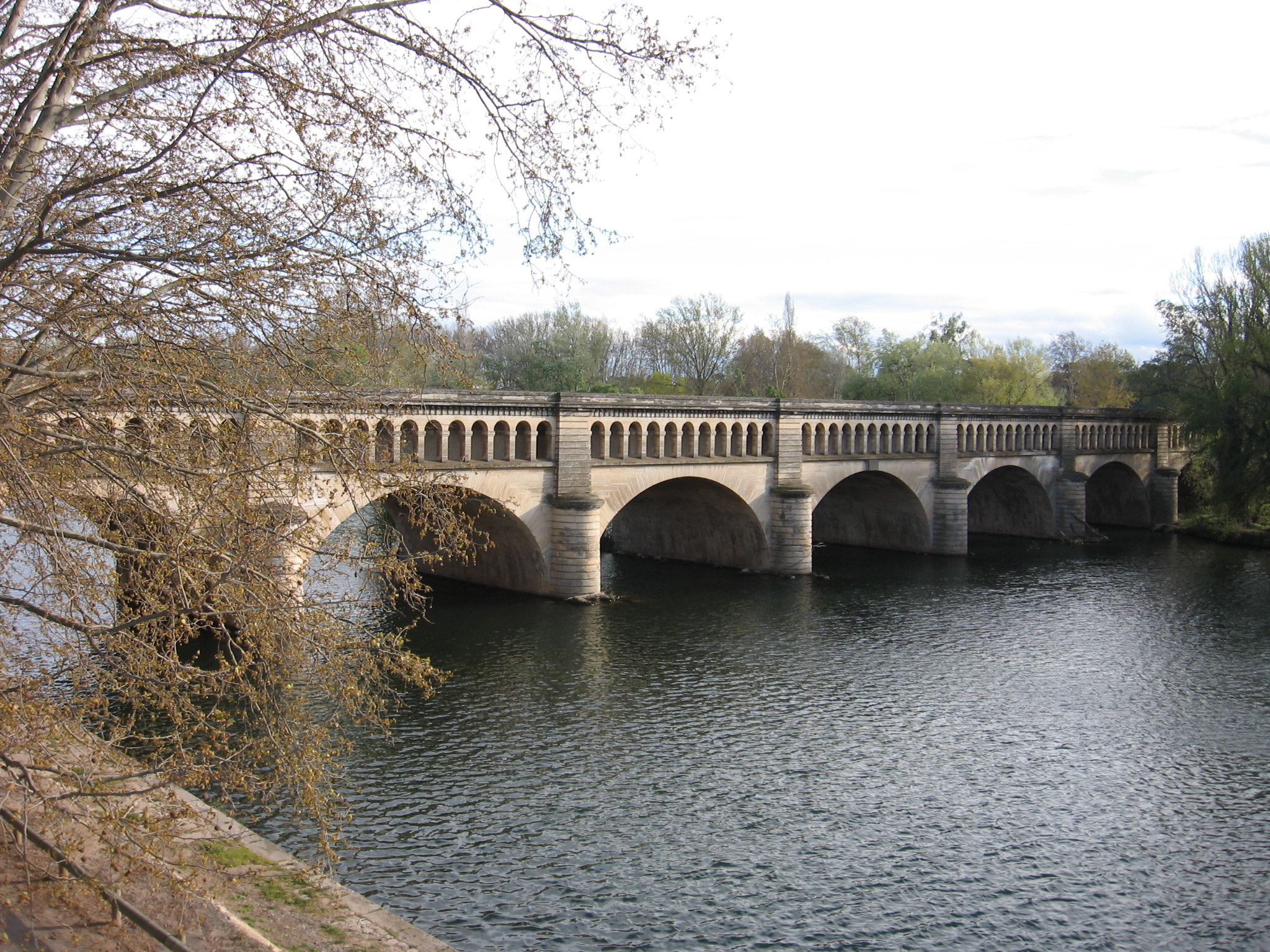
Canal du Midi kruist de Orb bij Béziers

- Bibliothèque nationale de France: cb13169732q (data)
- Système universitaire de documentation: 035139463
- Virtual International Authority File: 10144648152861510123